# Albera Ligure
Albera Ligure – miejscowość i gmina we Włoszech, w regionie Piemont, w prowincji Alessandria.
Według danych na styczeń 2010 gminę zamieszkiwało 338 osób przy gęstości zaludnienia 15,8 os./1 km².